# Infantería montada
La infantería montada era la infantería que montaba a caballo en lugar de marchar. Los dragones originales eran esencialmente infantería montada. Según la Enciclopedia Británica de 1911, "Los fusileros a caballo son mitad caballería, la infantería montada es simplemente una infantería especialmente móvil". Hoy en día, con los vehículos de motor que han reemplazado a los caballos para el transporte militar, la infantería motorizada es en algunos aspectos sucesora de la infantería montada.

## Prepólvora
Los orígenes de la infantería montada se remontan al menos a los comienzos de la guerra organizada. Con el peso de las antiguas armaduras de bronce, los campeones rivales viajaban a la batalla en carros antes de desmontar para luchar. Con la evolución de la guerra hoplítica, algunos hoplitas viajaban a la batalla a caballo, antes de desmontar para ocupar su lugar en la falange. Los primeros militares romanos premarianos tenían unidades que consistían en soldados de infantería aferrados a las sillas de la caballería para llevarlos a la batalla y luego desmontar para luchar. Se informó que las bandas de guerra galas y germanas usaban jinetes dobles, con un segundo guerrero que se unía a un jinete solo por una corta distancia antes de desmontar para luchar a pie.[cita requerida] La Dinastía Han también usó extensamente la infantería montada en sus campañas contra la confederación Xiongnu. Durante muchas de las campañas Han, la gran mayoría del ejército montaba a caballo; bien como caballería montada o bien como infantería montada que luchaba desmontada.
Otra infantería notable que utiliza los caballos para mejorar su movilidad son los ballesteros genoveses y los incursores vikingos que recogían todos los caballos que encontraban en las proximidades de sus desembarcos.

## Dragones

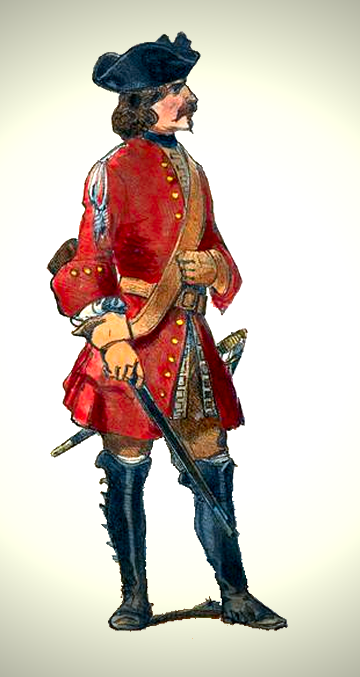
Un dragón francés (c. 1700).

Los dragones originalmente eran de infantería montada, que fueron entrenados en la equitación así como en las habilidades de lucha de la infantería. Sin embargo, el uso se alteró con el tiempo y durante el siglo XVIII, los dragones evolucionaron a unidades y personal de caballería ligera convencional. Los regimientos de dragones se establecieron en la mayoría de los ejércitos europeos a finales del siglo XVII y principios del XVIII.
El nombre se deriva posiblemente de un tipo de arma de fuego (llamada dragon) llevada por dragones del ejército francés. No hay distinción entre las palabras dragoon en inglés, dragon en francés y dragón en español; a excepción de la acentuación de esta última.
El título ha sido conservado en los tiempos modernos por un número de regimientos blindados o montados ceremoniales.

## sigloXIX
Con la invención de pistolas y rifles de repetición de disparo rápido y preciso a mediados del siglo XIX, la caballería comenzó a ser cada vez más vulnerable. Muchos ejércitos comenzaron a utilizar tropas que podían luchar a caballo o a pie según las circunstancias. Luchar a caballo con espadas y lanzas permitiría un movimiento rápido sin necesidad de cubrirse del fuego enemigo, mientras que luchar a pie con pistolas y rifles les permitía hacer uso de la cobertura y formar líneas defensivas.
Las primeras unidades de infantería montada se levantaron durante la guerra mexicano-estadounidense (como el Regiment of Mounted Riflemen, pero se rediseñó el Third Cavalry Regiment en 1861), y otras siguieron, por ejemplo en Australia en la década de 1880. Términos como "rifles a caballo" o "caballo ligero" se utilizaron con frecuencia.
La Legión Extranjera Francesa utilizó compañías montadas en mula desde la década de 1880. Cada mula era compartida por dos legionarios, que se turnaban para montarla. Este arreglo permitía marchas más rápidas y prolongadas que podían cubrir 60 millas en un día.
En el Ejército Británico, las unidades de infantería en algunas partes del Imperio británico tenían un pelotón montado para explorar y escaramuzar. Además, muchas unidades levantadas localmente como los Ceylon Mounted Rifles, Cape Mounted Rifles, Natal Carbineers and Marshall's Horse lucharon como infantería montada.
En la segunda guerra bóer, los británicos copiaron a los bóer y levantaron grandes fuerzas de su propia infantería montada. Entre las diversas formaciones ad hoc, la Imperial Yeomanry se formó con voluntarios en Gran Bretaña entre 1900 y 1901. Muchos de los contingentes de Australia, Canadá y Nueva Zelanda (por ejemplo, la Australian Light Horse) eran MI (infantería montada), así como irregulares levantados localmente como la Imperial Light Horse y la South African Light Horse.
Como parte de las lecciones aprendidas de esa guerra, los regimientos de caballería regular británica estaban armados con el mismo rifle que la infantería y se entrenaron bien en las tácticas de desmontaje. Una versión del rifle de infantería estándar, el LEC de cañón corto o "Lee-Enfield Cavalry Carbine Mark I" había sido introducido en 1896.

## Transición alsigloXX
Muchos ejércitos europeos también utilizaron la infantería en bicicleta de forma similar a como la infantería montada utilizaba caballos. Sin embargo, se vieron perjudicados por la necesidad de contar con carreteras adecuadas.
La 4th Light Horse Brigade que participó en la carga de caballería en la Batalla de Beersheba (1917) durante la Primera Guerra Mundial está etiquetada como brigada de infantería montada en los medios de comunicación populares, sin embargo, en realidad eran fusileros montados como la New Zealand Mounted Rifles Brigade que también participó en esta batalla. Los regimientos de fusileros a caballo carecen de la masa de un batallón de infantería montada, ya que una brigada de caballos ligeros solo podría reunir tantos fusiles en la línea como un solo batallón. Por consiguiente, su empleo reflejaba esta falta de masa, con las tácticas que buscaban aprovechar la mayor movilidad y el fuego para superar la oposición, en lugar de los ataques masivos escalonados.
La infantería montada desapareció en gran medida con la desaparición del caballo como medio de transporte militar en las décadas de 1930 y 1940. Alemania desplegó unas pocas unidades de infantería montada a caballo en el Frente Ruso durante la Segunda Guerra Mundial, y también unidades de ciclistas en ambos frentes, y tanto Alemania como Gran Bretaña (que habían usado batallones de ciclistas en la Primera Guerra Mundial) experimentaron con batallones de motocicletas. Alemania también utilizó tropas orgánicas montadas a caballo y en bicicleta dentro de las formaciones de infantería durante la Segunda Guerra Mundial, aunque el uso de bicicletas aumentó a medida que Alemania se retiraba a su propio territorio. Japón desplegó ciclistas con gran efecto en su campaña de 1941 a 1942 en Malasia y condujo a Singapur durante la Segunda Guerra Mundial. Un regimiento de caballería a caballo de los exploradores filipinos ayudó en la defensa de las Filipinas al comienzo de la Segunda Guerra Mundial. La 10th Mountain Division  del Ejército de Estados Unidos también mantuvo una Tropa Montada de Reconocimiento durante la Segunda Guerra Mundial, que prestó servicio en Italia y Austria durante la guerra.
Los países con tradiciones militares arraigadas, como Suiza, conservaron las tropas a caballo hasta bien entrada la Guerra Fría, mientras que Suecia mantuvo gran parte de su infantería en bicicletas durante los meses sin nieve.
Cabe destacar que en la actualidad, en pleno siglo XXI aún existen en algunos países unidades montadas, debido a la flexibilidad que ofrece el ganado caballar, y también  mulano. Obviamente ya no existen en masa como antaño, sino que en unidades especializadas debido principalmente a la abrupta geografía donde se despliegan. Ejemplos de tales se pueden encontrar en el Ejército de Chile, Regimiento de Caballería N3 "Húsares" y el ejército de Argentina.